# 余卓民
余卓民（1957年—），江西高安人，汉族，中华人民共和国政治人物、第十一届全国人民代表大会湖北地区代表。
毕业于上海同济大学车辆工程专业，是中共党员。担任武汉铁路局局长。2008年起担任全国人大代表。